# 霍爾茨魏爾湖 (魏森堡-貢岑豪森縣)
49°10′16″N 10°45′22″E / 49.17113°N 10.75600°E
霍爾茨魏爾湖（德語：Holzweiher），是德國的湖泊，位於該國東南部，由巴伐利亞州負責管轄，處於魏森堡-貢岑豪森縣，長0.2公里、寬0.2公里，面積0.02平方公里，海拔高度426米，湖岸線長度0.6公里。